# AMD-900-Serie
Die AMD-900-Serie ist eine Chipsatz-Familie von AMD für Prozessoren der FX-Serie (Codename „Bulldozer“). Durch Abwärtskompatibilität lassen sich auch alte Prozessoren der K10-Generation in Mainboards mit Sockel AM3+ verwenden. Die Chipsatz-Serie 900 ist der Nachfolger der AMD-800-Serie und wurde am 1. Juni 2011 offiziell vorgestellt. Zu den Neuerungen gegenüber der 800-Serie zählt die Unterstützung für SLI.
Ferner wurde die IOMMU in allen Modellen der Serie 900 integriert. Unter den Modellen der Serie 800 enthielt nur die 890FX-Northbridge eine IOMMU.

## Modellübersicht
Alle Chipsätze sind nach der verwendeten Northbridge benannt.

### Northbridges
| Modell    | Codename | Erscheinungsdatum | Fertigungs- prozess | CPU-Anbindung  | IGP                | PCIe 2.0 Lanes | Southbridge   | Multi-GPU-Technik    | TDP    | Sonstiges             |
| --------- | -------- | ----------------- | ------------------- | -------------- | ------------------ | -------------- | ------------- | -------------------- | ------ | --------------------- |
| AMD 990FX | RD990    | 1. Juni 2011      | 65 nm               | 2,6 GHz HT 3.0 | –                  | 42 Lanes       | SB950         | ATI Crossfire X, SLI | 19,6 W |                       |
| AMD 990X  | RD980    | 1. Juni 2011      | 65 nm               | 2,6 GHz HT 3.0 | –                  | 22 Lanes       | SB950         | ATI Crossfire X, SLI | 14 W   |                       |
| AMD 980G  | RS880    | 1. Juni 2011      | 55 nm               | 2,0 GHz HT 3.0 | ATI Radeon HD 4250 | 22 Lanes       | SB850 / SB710 | ATI Crossfire X      | 18 W   | Identisch zu AMD 880G |
| AMD 970   | RX980    | 1. Juni 2011      | 65 nm               | 2,4 GHz HT 3.0 | –                  | 22 Lanes       | SB950 / SB920 | ATI Crossfire X      | 13,6 W |                       |

### Southbridges
| Modell | Fertigungs- prozess | PCI-Anschlüsse       | PCI-Express-2.0-Ports | PATA | SATA                    | Unterstützte RAID-Modi | USB-Anbindungen | Ethernet | Audio |
| ------ | ------------------- | -------------------- | --------------------- | ---- | ----------------------- | ---------------------- | --------------- | -------- | ----- |
| SB920  | 65 nm               | 4 (Rev. 2.3, 33 MHz) | 2                     | –    | 6 × SATA III (6 Gbit/s) | 0, 1, 10               | 14 × USB 2.0    | k. A.    | HDA   |
| SB950  | 65 nm               | 4 (Rev. 2.3, 33 MHz) | 4                     | –    | 6 × SATA III (6 Gbit/s) | 0, 1, 5, 10            | 14 × USB 2.0    | k. A.    | HDA   |